# Weltcup im Wasserspringen 2016
Der Weltcup im Wasserspringen 2016 war eine von der FINA veranstaltete Wettkampfserie im Wasserspringen, die vom 19. bis zum 24. Februar 2016 in  Rio de Janeiro stattfand. Austragungsort war der 2007 errichtete Parque Aquático Maria Lenk (Maria-Lenk-Wasserpark), der zum Olympiapark Rio de Janeiro im Stadtbezirk Barra da Tijuca gehört. Insgesamt wurden dort acht Wettbewerbe ausgetragen: Jeweils ein Einzel- und Synchronspringen vom 3-Meter-Brett und vom 10-Meter-Turm bei Frauen und Männern. Die im vorangegangenen Weltcup (Shanghai, 2014) eingeführte Zusatzkategorie des gemischten Teamwettbewerbs wurde nicht wiederholt. Erfolgreichste Mannschaft war erneut das Team aus China, das sechs Gold- und vier Silbermedaillen gewann. Im olympischen Jahr geht der Einzug ins Weltcup-Halbfinale in jeder der acht Wettkampfkategorien mit einer Qualifikation für die Olympischen Sommerspiele einher. Für Rio 2016 qualifizierten sich also jeweils die 18 Halbfinalisten der in diesem Artikel aufgeführten Kategorien.

## Teilnehmer
Es nahmen Wasserspringer aus 45 verschiedenen Ländern teil. Insgesamt waren 210 Athleten gemeldet.
| Teilnehmende Nationen mit Anzahl der Athleten                                                                    | Teilnehmende Nationen mit Anzahl der Athleten                                                                             | Teilnehmende Nationen mit Anzahl der Athleten                                                                      | Teilnehmende Nationen mit Anzahl der Athleten                                                                          | Teilnehmende Nationen mit Anzahl der Athleten |
| --- | --- | --- | --- | --- |
| Ägypten (6) Armenien (2) Australien (10) Brasilien (11) Chile (4) China (13) Kolumbien (5) Kroatien (1) Kuba (1) | Deutschland (9) Domin. Rep. (1) Finnland (2) Frankreich (4) Georgien (2) Griechenland (1) Iran (3) Irland (2) Italien (9) | Jamaika (1) Japan (7) Kanada (8) Südkorea (7) Litauen (2) Malaysia (6) Niederlande (3) Norwegen (1) Neuseeland (2) | Österreich (2) Puerto Rico (2) Polen (2) Rumänien (2) Südafrika (3) Russland (10) Spanien (3) Schweiz (2) Schweden (1) | Chinesisch Taipeh (1) Ukraine (10) Usbekistan (1) Mexiko (11) Ungarn (3) Venezuela (6) Vereinigte Staaten (12) Vereinigtes Königreich (11) Belarus (5) |

## Medaillenspiegel
| Rang   | Land                   | Gold | Silber | Bronze | Gesamt |
| ------ | ---------------------- | ---- | ------ | ------ | ------ |
| 1      | Volksrepublik China    | 6    | 4      | 0      | 10     |
| 2      | Deutschland            | 1    | 1      | 0      | 2      |
| 3      | Mexiko                 | 1    | 0      | 1      | 2      |
| 4      | Kanada                 | 0    | 1      | 1      | 2      |
| 5      | Jamaika                | 0    | 1      | 0      | 1      |
| = 5    | Malaysia               | 0    | 1      | 0      | 1      |
| 7      | Australien             | 0    | 0      | 2      | 2      |
| = 7    | Vereinigte Staaten     | 0    | 0      | 2      | 2      |
| = 7    | Vereinigtes Königreich | 0    | 0      | 2      | 2      |
| Gesamt | Gesamt                 | 8    | 8      | 8      | 24     |

| Event                               | Gold                          | Gold   | Silber                                 | Silber | Bronze                        | Bronze |
| ----------------------------------- | ----------------------------- | ------ | -------------------------------------- | ------ | ----------------------------- | ------ |
| 3-Meter-Brett Einzel, Frauen        | Shi Tingmao                   | 398,70 | He Zi                                  | 387,90 | Jennifer Abel                 | 354,45 |
| 3-Meter-Brett Einzel, Männer        | Rommel Pacheco                | 504,40 | Yona Knight Wisdom                     | 459,25 | Kristian Ipsen                | 457,60 |
| 3-Meter-Brett Synchron, Frauen      | Shi Tingmao Wu Minxia         | 339,60 | Jennifer Abel Pamela Ware              | 312,27 | Samantha Amy Mills Esther Qin | 307,50 |
| 3-Meter-Brett Synchron, Männer      | Stephan Feck Patrick Hausding | 429,33 | Cao Yuan Qin Kai                       | 419,67 | Jahir Ocampo Rommel Pacheco   | 409,38 |
| 10-Meter-Plattform Einzel, Frauen   | Ren Qian                      | 454,65 | Si Yajie                               | 412,80 | Melissa Wu                    | 380,50 |
| 10-Meter-Plattform Einzel, Männer   | Qiu Bo                        | 557,75 | Chen Aisen                             | 534,25 | David Dinsmore                | 497,05 |
| 10-Meter-Plattform Synchron, Frauen | Chen Ruolin Liu Huixia        | 344,04 | Jun Hoong Cheong Pandelela Rinong Pamg | 318,90 | Sarah Barrow Tonia Couch      | 308,82 |
| 10-Meter-Plattform Synchron, Männer | Chen Aisen Lin Yue            | 456,00 | Patrick Hausding Sascha Klein          | 448,44 | Tom Daley Daniel Goodfellow   | 446,40 |

## Detaillierte Ergebnisse

### Männer

#### 10-Meter-Turmspringen
Das Einzel-Turmspringen der Männer von der 10-m-Plattform wurde am 23. und 24. Februar ausgetragen. Der Vorkampf begann am 23. Februar um 10:00 Uhr, das Halbfinale am 24. Februar, ebenfalls um 10 Uhr, und das Finale gleich im Anschluss um 13:15 Uhr.
Athleten in den farbig unterlegten Feldern qualifizierten sich durch ihre Weltcup-Platzierung für die Olympischen Spiele im August des gleichen Jahres (ebenfalls in Rio de Janeiro).
Grün unterlegte Felder zeigen Finalisten
Blau unterlegte Felder zeigen weitere Halbfinalisten
| Rang   | Springer             | Land                    | Vorkampf | Vorkampf | Halbfinale | Halbfinale | Finale | Finale |
| Rang   | Springer             | Land                    | Punkte   | Rang     | Punkte     | Rang       | Punkte | Rang   |
| ------ | -------------------- | ----------------------- | -------- | -------- | ---------- | ---------- | ------ | ------ |
| Gold   | Qiu Bo               | Volksrepublik China     | 535,15   | 1        | 549,70     | 1          | 557,75 | 1      |
| Silber | Chen Aisen           | Volksrepublik China     | 459,35   | 4        | 541,60     | 2          | 534,25 | 2      |
| Bronze | David Dinsmore       | Vereinigte Staaten      | 412,15   | 10       | 451,30     | 5          | 497,05 | 3      |
| 04     | Steele Johnson       | Vereinigte Staaten      | 402,00   | 14       | 449,70     | 6          | 481,40 | 4      |
| 05     | Sascha Klein         | Deutschland             | 470,80   | 3        | 411,95     | 12         | 479,35 | 5      |
| 06     | Rafael Quintero      | Puerto Rico             | 425,20   | 8        | 455,85     | 4          | 465,85 | 6      |
| 07     | Maxim Bouchard       | Kanada                  | 436,55   | 7        | 444,15     | 8          | 452,50 | 7      |
| 08     | Domonic Bedggood     | Australien              | 452,90   | 5        | 445,65     | 7          | 437,30 | 8      |
| 09     | Ivan Garcia          | Mexiko                  | 497,75   | 2        | 477,10     | 3          | 422,80 | 9      |
| 10     | Nikita Schleicher    | Russland                | 423,70   | 9        | 425,60     | 9          | 408,35 | 10     |
| 11     | Haram Woo            | Südkorea                | 405,30   | 12       | 416,90     | 11         | 407,55 | 11     |
| 12     | Victor Ortega        | Kolumbien               | 402,80   | 13       | 418,95     | 10         | 406,35 | 12     |
| 13     | German Sanchez       | Mexiko                  | 406,00   | 11       | 407,30     | 13         | –      | –      |
| 14     | Timo Barthel         | Deutschland             | 382,50   | 17       | 390,45     | 14         | –      | –      |
| 15     | Sebastian Villa      | Kolumbien               | 436,70   | 6        | 364,60     | 15         | –      | –      |
| 16     | Jesus Liranzo        | Venezuela               | 384,50   | 16       | 357,85     | 16         | –      | –      |
| 17     | Robert Paez          | Venezuela               | 397,00   | 15       | 340,35     | 17         | –      | –      |
| 18     | Hugo Parisi          | Brasilien               | 379,65   | 18       | 72,50      | 18         | –      | –      |
| 19     | Maicol Verzotto      | Italien                 | 377,30   | 19       | –          | –          | –      | –      |
| 20     | Vincent Riendeau     | Kanada                  | 375,55   | 20       | –          | –          | –      | –      |
| 21     | Yauheni Karaliou     | Belarus                 | 373,80   | 21       | –          | –          | –      | –      |
| 22     | Jesper Tolvers       | Schweden                | 366,00   | 22       | –          | –          | –      | –      |
| 23     | Isaac Souza          | Brasilien               | 362,55   | 23       | –          | –          | –      | –      |
| 24     | Yeong-nam Kim        | Südkorea                | 358,35   | 24       | –          | –          | –      | –      |
| 25     | Espen Valheim        | Norwegen                | 357,10   | 25       | –          | –          | –      | –      |
| 26     | Maksym Dolgov        | Ukraine                 | 357,00   | 26       | –          | –          | –      | –      |
| 27     | Vladimir Harutyunyan | Armenien                | 354,90   | 27       | –          | –          | –      | –      |
| 28     | Youssef Ezzat        | Ägypten                 | 344,85   | 28       | –          | –          | –      | –      |
| 29     | Frandiel Gomez       | Dominikanische Republik | 344,20   | 29       | –          | –          | –      | –      |
| 30     | Matty Lee            | Vereinigtes Königreich  | 334,80   | 30       | –          | –          | –      | –      |
| 31     | Lev Sargsyan         | Armenien                | 324,10   | 31       | –          | –          | –      | –      |
| 32     | James Denny          | Vereinigtes Königreich  | 313,10   | 32       | –          | –          | –      | –      |
| 33     | Mohab El-Kordy       | Ägypten                 | 308,60   | 33       | –          | –          | –      | –      |
| 34     | Francesco Dell’uomo  | Italien                 | 307,85   | 34       | –          | –          | –      | –      |
| 35     | Shahnam Nazarpour    | Iran                    | 296,95   | 35       | –          | –          | –      | –      |
| 36     | Yiwei Chew           | Malaysia                | 290,55   | 36       | –          | –          | –      | –      |